# Elvis w trasie
Elvis w trasie (ang. Elvis on Tour) – amerykański film dokumentalny o tematyce muzycznej w reżyserii Roberta Abela i Pierre’a Adidgea z 1972 roku. Wyprodukowany przez MGM na jesieni 1972. To 33 i ostatni film pełnometrażowy z udziałem Elvisa Presleya przed jego śmiercią w 1977 roku.
Film otrzymał Złoty Glob w 1972 w kategorii najlepszy dokument.

## Obsada
- Elvis Presley – on sam
- James Burton – on sam
- Glen Hardin – on sam
- Charlie Hodge – on sam
- Jerry Scheff – on sam
- J.D. Sumner – on sam
- Red West – on sam
- Ronnie Tutt – on sam
- Kathy Westmoreland – ona sama
- Pamela Austin – ona sama (zdjęcia, niewymieniona w czołówce)
- Bill Black – on sam (zdjęcia, niewymieniony w czołówce)
- Michele Carey – ona sama (zdjęcia, niewymieniona w czołówce)
- D.J. Fontana – on sam (zdjęcia, niewymieniony w czołówce)
- The Jordanaires – zespół (zdjęcia, niewymieniony w czołówce)
- Marlyn Mason – ona sama (zdjęcia, niewymieniona w czołówce)
- Scotty Moore – on sam (zdjęcia, niewymieniony w czołówce)
- Ed Sullivan – on sam (zdjęcia, niewymieniony w czołówce)
- Celeste Yarnall – ona sama (zdjęcia, niewymieniona w czołówce)